# 1G
Con 1G si intendono i primi standard di trasmissione dati attraverso la rete di telefonia mobile.

## Caratteristiche e storia
Le reti 1G trasmettevano i dati secondo uno standard analogico, che perciò richiedeva apparecchi molto voluminosi a causa della grandezza del modulo ricevente-trasmettitore e della voluminosità della batteria piombo-acido, che doveva compensare gli elevati consumi dell'apparecchio. Le reti 1G, inoltre, avevano un livello di sicurezza molto basso, che pertanto rendeva possibili intercettazioni e hacking.

## Protocolli
- AMPS (Advanced Mobile Phone System), comparso nel 1976 negli USA, costituisce il primo standard della rete cellulare. Utilizzato principalmente al di là dell'Atlantico, in Russia e in Asia, questa rete analogica di prima generazione aveva dei bassi meccanismi di sicurezza che rendevano possibile il pirataggio delle linee telefoniche.
- TACS (Total Access Communication System) è la versione europea del modello AMPS. Utilizzando la banda di frequenza da 900 MHz, questo sistema fu soprattutto utilizzato ampiamente in Inghilterra, poi in Asia (Hong-Kong e Giappone).
- ETACS (Extended Total Access Communication System) è una versione evoluta dello standard TACS sviluppata nel Regno Unito utilizzando un numero maggiore di canali di comunicazione.

Le reti 1G sono diventate obsolete con la comparsa del GSM, primo standard 2G.